# Aeronca TG-5

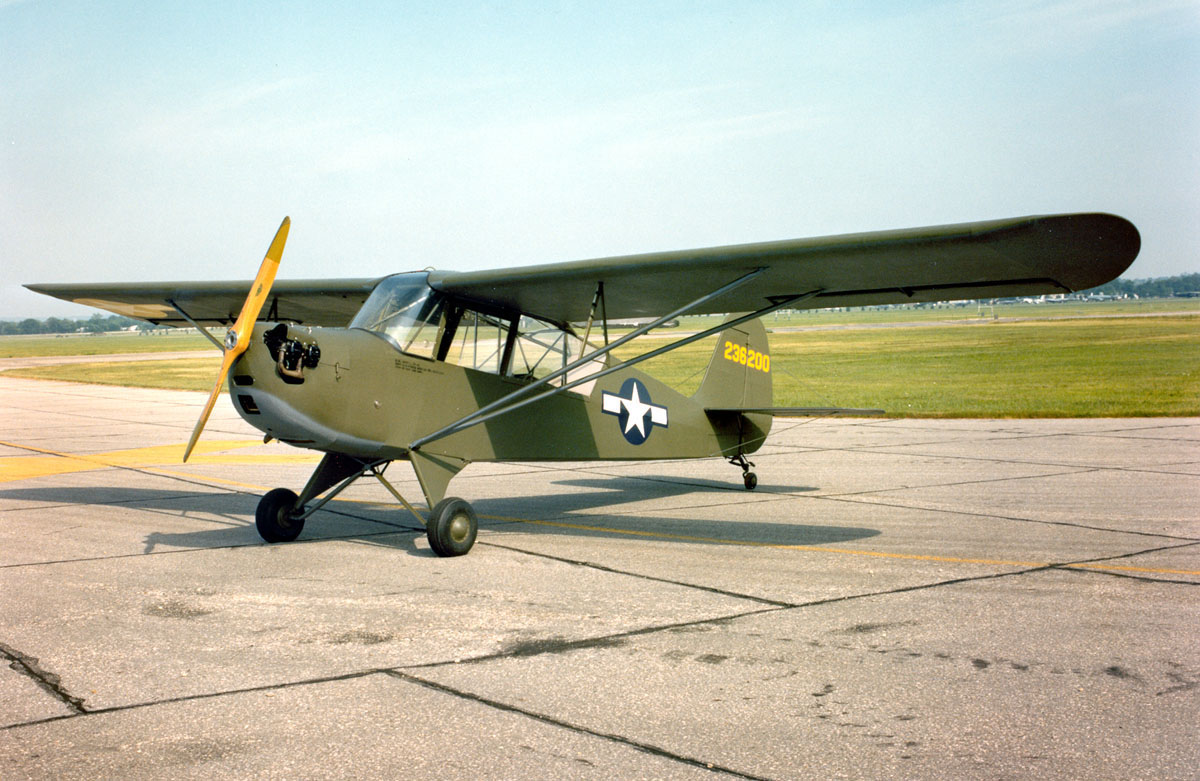
Aeronca Grasshopper

Aeronca TG-5 — лёгкий трёхместный тренировочный планёр, выпускавшийся компанией Aeronca Aircraft Inc. в 1941—1945 годах для тренировки военных пилотов ВВС Армии США. Был построен на основе самолёта Aeronca Grasshopper. Было выпущено 253 экземпляра.

## История
В 1941 году ВВС США сделало заказ компании Aeronca на партию учебно-транспортных самолётов на основе успешно использумех Программе обучения гражданских пилотов Aeronca Defender. Самолёт получил название Aeronca L-3.
Первые полёты были проведены летом 1941 года на тренировочных базах в Техасе и Луизиане. Осенью самолёт пошёл в серию. Планировалось, что Aeronca L-3 будет использоваться не только как тренировочный, но и в качестве разведывательного и связного фронтового самолёта.
Тогда же было принято решение о поставке в центры обучения пилотов планеров, созданных на основе L-3. Первые планеры были построены в том же 1941 году. Практически, Grasshopper был оставлен без изменений: конструкторы убрали двигатель, винт, а за счёт освободившегося пространство организовали место для третьего члена экипажа.
Планер серийно выпускался с 1942 по 1945 год на основе модификации Aeronca L-3С Grasshopper. Машина находилась в эксплуатации до 1947 года. Всего было построено 253 экземпляра. Данных о сохранившихся экземплярах планера нет. Последние существующие фотографии относятся к 80-м годам XX века.

## Конструкция
Планер построен по схеме высокоплана. Два курсанта и инструктор размещались в кабине друг за другом. Управление при помощи ручки джойстика.
Хвост и фюзеляж сформированы при помощи сварных металлических труб. Внешняя поверхность формируется при помощи деревянных нервюр и лонжеронов, обтянутых плотной тканью. Крылья собираются также из алюминиевых конструкций, формирующих ячеистую поверхность, обтягиваемую тканью. Снизу крылья подпираются двумя металлическими подкосами каждое.
Электрооборудование на пленры не устанавливалось.
Шасси неубираемые, с управляющим хвостовым колесом.